# Михалкова
Михалкова (слч. Michalková) насељено је мјесто са административним статусом сеоске општине (слч. obec) у округу Звољен, у Банскобистричком крају, Словачка Република.

## Становништво
| Година:    | 1994. | 2004.   | 2014.    | 2024.    |
| ---------- | ----- | ------- | -------- | -------- |
| Број људи: | 42    | 46      | 37       | 45       |
| Разлика:   |       | +9,52 % | -19,56 % | +21,62 % |

| Година:    | 2023. | 2024.   |
| ---------- | ----- | ------- |
| Број људи: | 43    | 45      |
| Разлика:   |       | +4,65 % |

Према подацима о броју становника из 2011. године насеље је имало 37 становника.